# Spydpil
Spydpil (Salix hastata), også skrevet Spyd-Pil, er en op til 1,5 meter høj busk, der findes i grønsværsklitter og fugtig græsvegetation på kalkholdig bund. Pollen (kun hanlige planter) og nektar er vigtige fødekilder for bier og andre insekter i det tidlige forår.

## Beskrivelse
Spydpil er en løvfældende busk med en bred og opret vækstform. Barken er først hvidfiltet af tætsiddende, fine hår. Senere bliver den glat og rødbrun. Gamle grene har grålig bark. De spredte knopper er små og gule eller orangerøde. De sidder tæt samlet under skudspidsen. Knopper, som rummer rakler er dog ret store.
Bladende er ovale med svagt takket rand. Oversiden er mørkegrøn, mens undersiden er blågrøn med netagtig tegning. Akselbladene er ægformede med takket rand. Hanraklerne er sølvskinnende "gæslinger" med gule eller rødlige støvknapper. Hunraklerne kommer først frem efter løvspring, og de er grønne af fremstående grifler. Frøene er nødder med lange frøhaler. Spireevnen tabes på få timer.
Rodnettet er højtliggende og tæt forgrenet.
Højde x bredde og årlig tilvækst: 2 x 1,5 m (30 x 20 cm/år), men podede planter kan dog have en betydelig stammehøjde, før selve busken.

## Voksested
Spydpil gror i bjergegne i Europa og i Nord- og Centralasien. Den findes på stenet kalk-jord, både ved vand og på tør bund. I Nationalparken Stilfser Joch findes buskadser, der er domineret af Bjerg-Fyr. De optræder på unge bjergskred og ur i højder over 1.700 m. Her vokser arten sammen med bl.a. almindelig blåbær, almindelig ene, almindelig rypelyng, alperøn, bjergfyr, blåfrugtet gedeblad, buksbommælkeurt, dværgalperose, filthåret dværgmispel, fjeldene, grønel, håret alperose, jordstar, kalkblåaks, kalkrørhvene, pudestar, rundbladet bærmispel, rustbladet alperose, rød hullæbe, stribet dafne, tyttebær, Valeriana saxatilis (en art af baldrian), vellugtende trådspore og vårlyng
I Danmark er den temmelig almindelig i Nordsjælland og Nord- og Vestjylland i grønsværsklitter og fugtig græsvegetation på kalkholdig bund.

## Galleri
|  |  |
|  |  |

## Note
1. ↑  Autonome Provinz Bozen Südtirol: Natura 2000 in Südtirol – kortfattet beskrivelse af vegetationen på denne ”Natura 2000”-biotop (nr. 4070) (tysk)

| Portal | Portal:Botanik |